# San Juan (fiume Stati Uniti d'America)
Il fiume San Juan è un immissario del fiume Colorado, lungo 644 km, e situato negli Stati Uniti d'America occidentali. Ha una portata di 107 metri cubi al secondo.

## Posizione geografica
Nasce nel Colorado meridionale, lungo il versante meridionale delle montagne San Juan ad ovest dello spartiacque continentale in Colorado sud-occidentale, per proseguire nel Nuovo Messico, attraversare brevemente l'angolo sud-occidentale passando dal Colorado allo Utah dove si immette nel fiume Colorado. Altri affluenti del Colorado nascono dalle montagne San Juan, tra cui Animas, La Plata, Los Pinos, Navajo e Piedra, oltre al Chinle Creek. Il fiume ha un percorso complicato, arrivando a scorrere per quasi 8 chilometri per guadagnarne 1,5 in linea d'aria, come nel Goosenecks State Park. Il fiume si immette nel Colorado presso il lago Powell, dopo aver attraversato Nuovo Messico e Utah, dove è noto come ramo 'San Juan' del lago.

## Pesca
Le acque calde, lente e stagnanti del San Juan forniscono un buon luogo per pescare. Un suo tratto merita particolare attenzione per la pratica della pesca con la mosca; si tratta dei 7 km che seguono la diga Navajo nel Nuovo Messico nord-occidentale, vicino alla piccola città azteca. Questo tratto è tra i migliori luoghi dell'America settentrionale per la pesca alla trota. L'acqua che esce dal fondo della diga è chiara e fredda, ricca di nutrimento, ed il suo flusso è relativamente stabile. Le ricche acque ospitano anche un'abbondante flora, che a sua volta crea un perfetto ecosistema per la proliferazione degli insetti, i quali permettono la nascita della migliore popolazione di trote per un grande fiume, sia in termini di quantità che di dimensione media.
Ad un certo punto si è stimato che in questo piccolo tratto di fiume fossero presenti circa 80 000 trote lunghe in media 43 centimetri.
Il fiume San Juan sotto alla diga Navajo è una delle destinazioni turistiche preferiti dai patiti di pesca alla trota. Un suo tratto di 5 km è stato nominato come "quality waters" (acque di qualità).

## Altre attività ricreative
La parte del San Juan che attraversa lo Utah è una famosa destinazione turistica. Rafting, pesca, escursionismo e campeggio sono molto gettonati in periodo estivo. Per i viaggiatori, il San Juan fornisce anche un'interessante panoramica sulla storia dei nativi americani sotto forma di rovine ed arte rupestre. Le sponde del San Juan ospitano molte specie animali e vegetali, ed altre interessanti caratteristiche geologiche. Il tratto di San Juan compreso tra Bluff ed il lago Powell è gestito dal Monticello Field Office del Bureau of Land Management. Solitamente occorre chiedere l'autorizzazione per ogni attività da fare sul fiume.

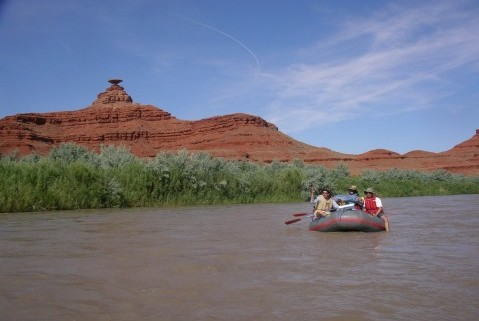
Rafting sul San Juan tra Bluff e Mexican Hat, con Mexican Hat sullo sfondo